# 안토팔

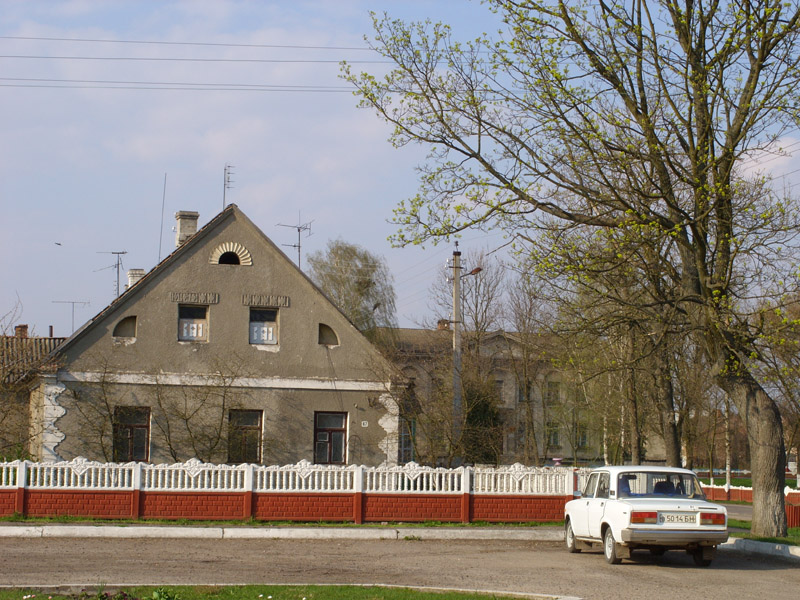

안토팔(벨라루스어: Антопаль, 러시아어: Анто́поль 안토폴[*])은 브레스트 주에 위치한 마을이다.
인구는 300명이다.